# Рипе
Рипе (італ. Ripe) — колишній муніципалітет в Італії, у регіоні Марке,  провінція Анкона. З 1 січня 2014 року Рипе є частиною новоствореного муніципалітету Трекастеллі.
Рипе розташоване на відстані близько 210 км на північ від Рима, 34 км на захід від Анкони.
Населення — 4412 осіб (2012).
Щорічний фестиваль відбувається 16 травня. Покровитель — San Pellegrino d'Auxerre.

## Демографія
Населення за роками:

Станом на 31 грудня 2010 року в муніципалітеті офіційно проживало 479 іноземців з 34 країн, серед них 148 громадян країн Євросоюзу та 3 громадяни України.

## Сусідні муніципалітети
- Кастель-Колонна
- Коринальдо
- Остра
- Сенігаллія